# トリプルアイズ
株式会社トリプルアイズ（英: Tripleize Co., Ltd. 略称: TRI）は、日本のITベンチャーである。

## 概要
システムインテグレーション事業とAI事業を手がけている。

## 沿革
- 2008年9月　東京都千代田区に株式会社トリプルアイズを設立
- 2016年4月　国内初のブロックチェーン業界団体「ブロックチェーン推進協会」設立を支援
- 2016年7月　AI（DeepLearning）基盤となる「Deepize」をリリース
- 2017年3月　AIoTやブロックチェーン技術とサービス研究を目的とした先端開発部（R&D）発足
- 2017年7月　AIコンピュータ囲碁プロジェクトチーム発足
- 2019年3月　AIによる画像認識プラットフォーム「AIZE」（アイズ）を発表
- 2019年3月　AI教育事業「CSEA」（シー）を発表
- 2019年3月　代表・福原が「AI囲碁世界一奪取宣言」を発表
- 2019年4月　囲碁AI世界大会「博思杯2019」（開催場所：中国、福州市）にて4位を獲得
- 2019年7月　囲碁AI大会「2019年CGFオープン」（開催場所：電気通信大学）にて1位、2位独占
- 2022年5月　東京証券取引所グロース市場へ株式を上場

## 部活動

### 将棋部
独自の将棋採用を行っており、アマチュア強豪が多数所属している。
- 第112回職域団体対抗将棋大会 A級優勝[5]
- 第114回職域団体対抗将棋大会 S級3位
- 第115回職域団体対抗将棋大会 S級3位
- 第116回職域団体対抗将棋大会 S級準優勝